# Yōhei Takeda
Yōhei Takeda (jap. 武田 洋平 Takeda Yōhei; ur. 30 czerwca 1987) – japoński piłkarz. Obecnie występuje w Nagoya Grampus.

## Kariera klubowa
Od 2006 roku występował w klubach Shimizu S-Pulse, Albirex Niigata, Gamba Osaka, Cerezo Osaka, Oita Trinita i Nagoya Grampus.

## Kariera reprezentacyjna
W 2007 roku Yōhei Takeda zagrał na Mistrzostwach Świata U-20.